# عزیزآباد (نازیل)
عزیزآباد روستایی در دهستان نازیل بخش نوک آباد شهرستان تفتان استان سیستان و بلوچستان ایران است.

## جمعیت
بر پایه سرشماری عمومی نفوس و مسکن در سال ۱۳۹۵ جمعیت این مکان ۱۳ نفر (۴خانوار) بوده‌است.